# Eduard Berend

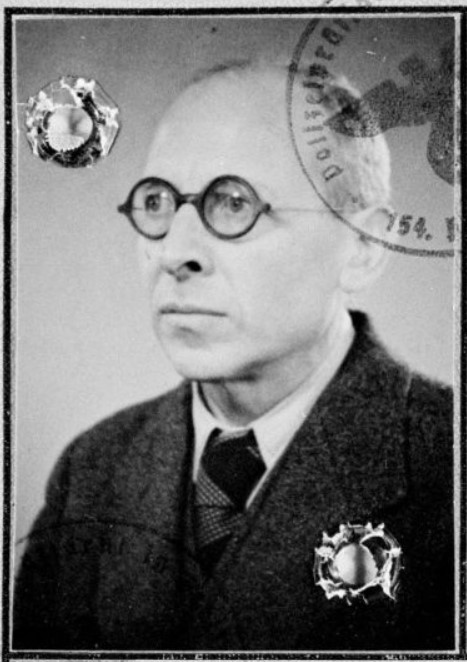
Ausweis-Foto Berends, 1939

Eduard Berend (geboren 5. Dezember 1883 in Hannover; gestorben 23. September 1973 in Marbach am Neckar) war ein deutscher Literaturwissenschaftler.

## Leben
Sein Vater, Emil Berend (1846–1920) war Rechtsanwalt und Notar in Hannover, später Geheimer Justizrat, seine Mutter Mathilde war eine geborene Jacobsen. Seine Schwester Anna wurde Opfer des Holocaust, ebenso sein Bruder Franz. Sein Bruder Fritz Berend wurde Musiker und konnte sich vor der Judenverfolgung in Deutschland und Italien nach England retten.
Eduard Berend besuchte das Lyceum I in Hannover und studierte zunächst Chemie, Physik und Elektrotechnik an der TU Hannover und in München, ab 1903 Deutsche Philologie in München und Berlin und schloss sein Studium 1907 mit der Promotion ab. Das Thema der Dissertation lautete: Jean Pauls Ästhetik. Danach war er Privatgelehrter In München. In den Jahren 1910–1914 erarbeitete er mit Julius Petersen den Plan zu einer historisch-kritischen Ausgabe der Werke Jean Pauls, der von der Preußischen Akademie der Wissenschaften angenommen wurde, aber wegen des Ausbruchs des Ersten Weltkriegs nicht realisiert werden konnte. Berend nahm als Freiwilliger am Kriege teil und war bei Kriegsende Leutnant und Kompanieführer.
Nach dem Kriege bearbeitete er die im Verlag von Georg Müller erscheinende Ausgabe der Briefe Jean Pauls. Von 1927 bis 1938 wurde er von der Preußischen Akademie der Wissenschaften in einem Werkvertrag mit der Herausgabe der historisch-kritischen Ausgabe der Werke Jean Pauls beauftragt. Berend konnte als Jude eine Zeit lang noch durch das Frontkämpferprivileg und durch Julius Petersens Unterstützung vor der Entlassung bewahrt werden. Von 1935 bis 1938 erarbeitete er bei der Preußischen Akademie der Wissenschaften für die Neubearbeitung von Goedekes Grundriß zur Geschichte der deutschen Dichtung die Bibliographie von Heinrich Seidel. 

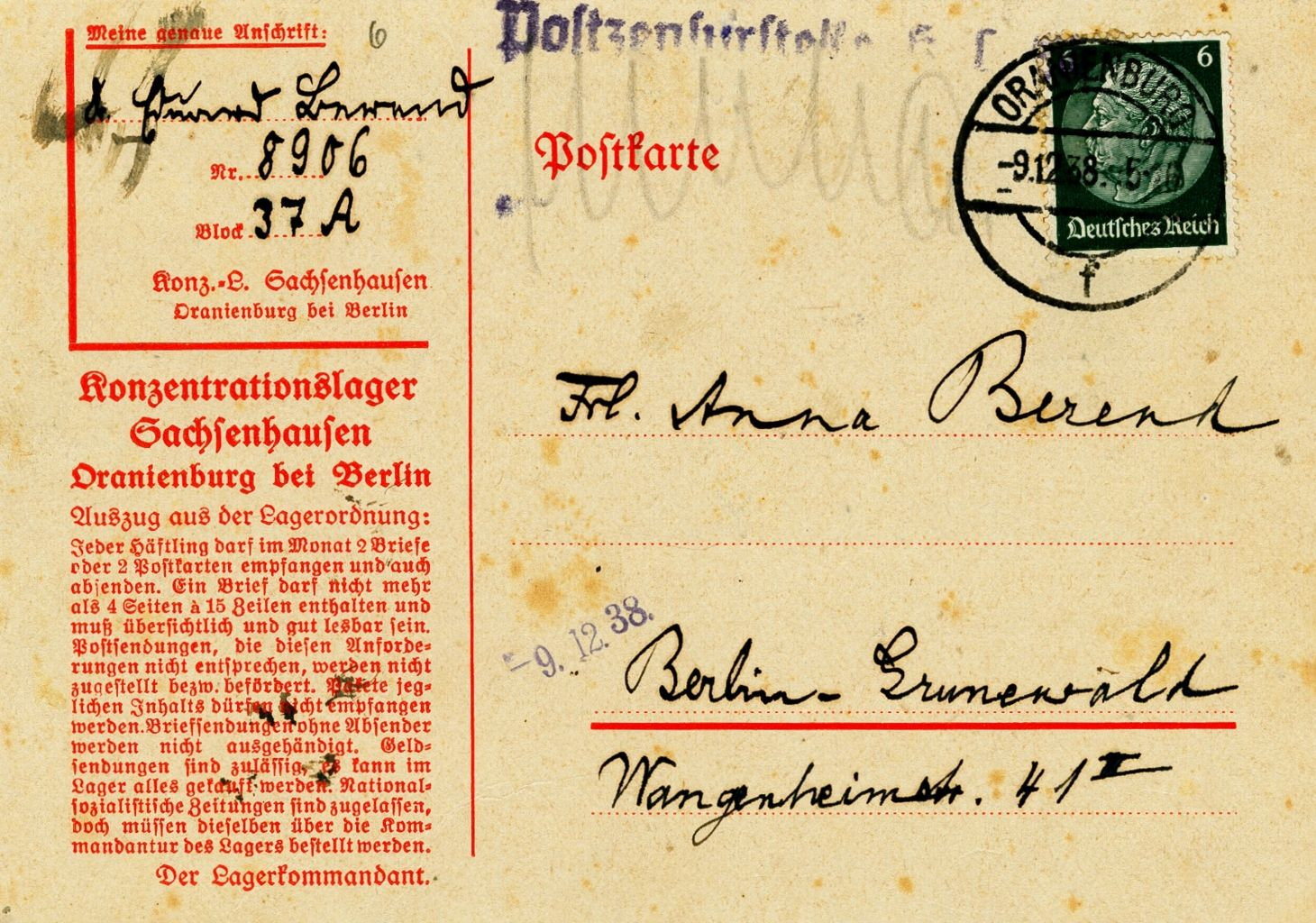
Von Berend Anfang Dezember 1938 aus dem Konzentrationslager Sachsenhausen an seine Schwester Anna in Berlin-Grunewald versandte Postkarte

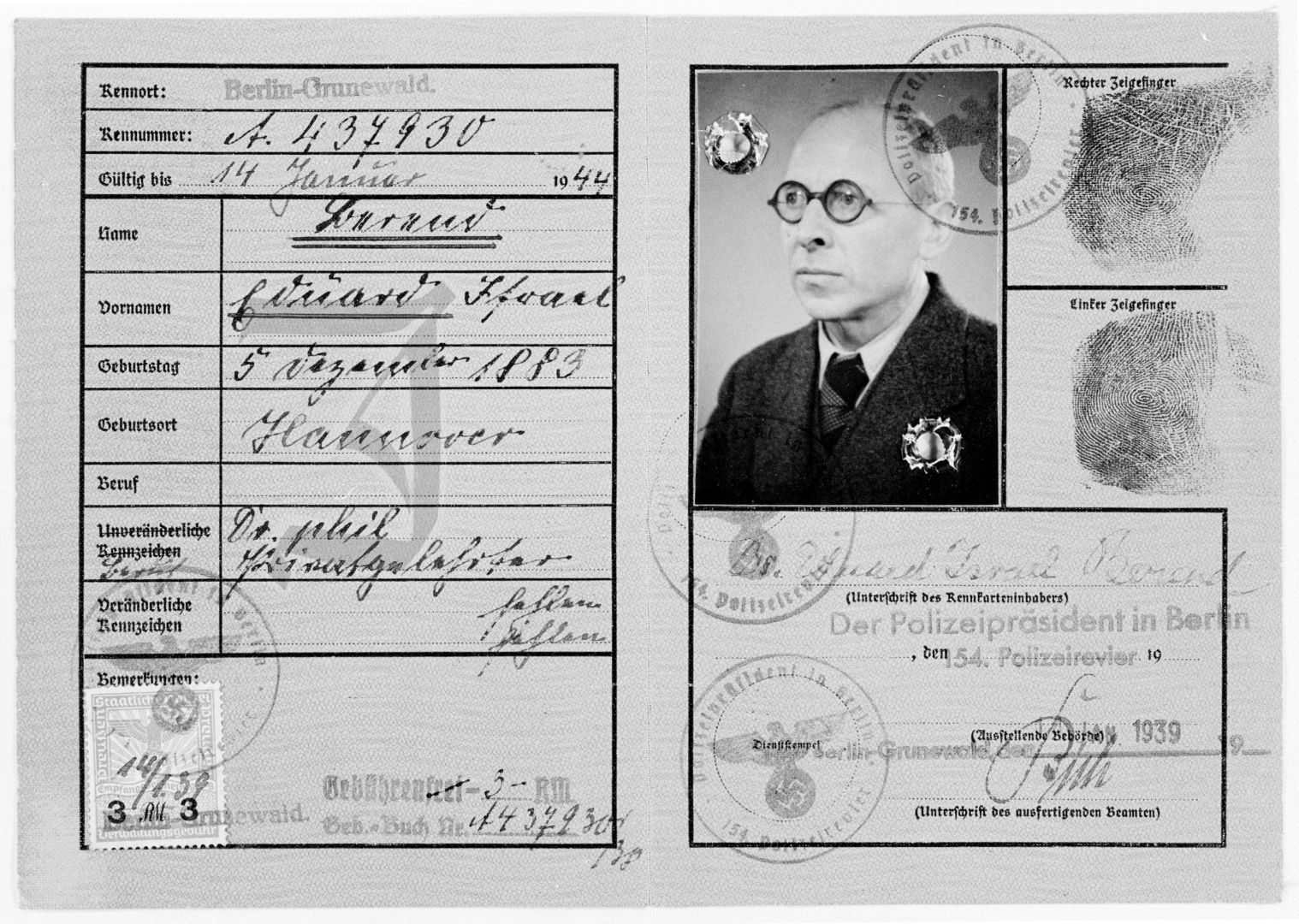
1944: Amtlicher Ausweis für den „Privatgelehrten“ mit dem Zwangsnamen „Israel“; Polizeipräsidium Berlin

1938 jedoch wurde er nach den Novemberpogromen in das Schutzhaftlager Sachsenhausen verbracht und von dort mit der Weisung entlassen, sofort aus Deutschland auszureisen. Mit der Hilfe von Heinrich Meyer gelang es ihm, nach Genf auszureisen, wo er auf eine Möglichkeit zur Ausreise in die USA wartete, die sich jedoch bis Kriegsende nicht ergab.
1946/47 wurde er von der Deutschen Akademie der Wissenschaften aufgefordert, die Herausgeberschaft für die weiteren Bände der historisch-kritischen Jean-Paul-Ausgabe zu übernehmen. 1957 erhielt er durch Bernhard Zeller eine Einladung der Deutschen Schillergesellschaft, die ihm die Rückkehr nach Deutschland ermöglichte. Er lebte fortan in Marbach am Neckar.

Freie Universität Berlin, Universitätsarchiv, Philosophische Fakultät, Ehrenpromotion Berend

## Ehrungen
- 1955 Goldene Jean-Paul-Medaille der Jean-Paul-Gesellschaft
- 1957 Verleihung des Titels „Professor“ des Landes Baden-Württemberg
- Verdienstkreuz 1. Klasse des Verdienstordens der Bundesrepublik Deutschland
- 1963 Verleihung der Ehrendoktorwürde (Dr. phil. h. c.) der Freien Universität Berlin
- Goldener Ehrenring der Stadt Bayreuth

## Werke
- Jean Pauls Verhältnis zu den literarischen Parteien seiner Zeit. Duncker, Berlin 1908
- Jean Pauls Ästhetik. Duncker, Berlin 1909 (Forschungen zur neueren Literaturgeschichte 35) Neudruck: Gerstenberg, Hildesheim 1978
- Jean-Paul-Bibliographie. Altmann, Berlin 1925. Neu bearbeitet und ergänzt von Johannes Krogoll. Klett, Stuttgart 1963. (Veröffentlichungen der Deutschen Schillergesellschaft 26)
- Prolegomena zur historisch-kritischen Gesamtausgabe von Jean Pauls Werken. Verlag der Akademie der Wissenschaften, Berlin 1927.(Abhandlungen der Preussischen Akademie der Wissenschaften, Philosophisch-Historische Klasse; 1927,1)
- Jean Paul und die Schweiz. Huber, Frauenfeld 1943. (Die Schweiz im deutschen Geistesleben 89).
- Jean Pauls handschriftlicher Nachlaß. In: Ewald Lissberger (Hg.): In libro humanitas. Festschrift für Wilhelm Hoffmann zum 60. Geburtstag, 21. April 1961, Stuttgart: Klett 1962, S. 336–346.
- Exkursionen. Aufsätze von Eduard Berend. Ausgewählt zu seinem 85. Geburtstag am 5. Dezember 1968. Schiller-Nationalmuseum, Marbach am Neckar 1968 (Marbacher Schriften 1)

## Briefwechsel
- Eduard Berend und Heinrich Meyer, Briefwechsel 1938–1972. Herausgegeben von Meike G. Werner. Wallstein, Göttingen 2013. (Marbacher Schriften, N.F. 10) ISBN 978-3-8353-1222-7

## Herausgeberschaft
- Tiecks Werke. Auswahl in sechs Teilen, hrsg. mit Einleitung und Anmerkungen versehen von Eduard Berend. Bong, Berlin 1908
- Jean Pauls Werke. Auswahl in acht Teilen, auf Grund der Hempelschen Ausgabe neu herausgegeben, mit Einleitung und Anmerkungen versehen von Karl Freye in Verbindung mit Eduard Berend. Bong, Berlin 1910
- Abhandlungen zur deutschen Literaturgeschichte. Franz Muncker zum 60. Geburtstage dargebracht von Mitgliedern der Gesellschaft Münchener Germanisten. Beck, München 1916
- Goethe, Kestner und Lotte. Briefwechsel u. Äusserungen. Herausgegeben und eingeleitet von Eduard Berend. Steinicke & Lehmkuhl, München 1914
- Die Briefe Jean Pauls. Hrsg. und erläutert von Eduard Berend. Georg Müller, München 1922. 3 Bände.
- Jean Pauls Werke. (Einleitungen. u. „Jean Pauls Leben und Charakter“ vom Hrsg.). 5 Bde. in Dünndruck. Berlin, Propyläen, (1923).
- Theodor Storm: Ausgewählte Novellen. Wegweiser-Verlag, Berlin 1925
- Jean Pauls Sämtliche Werke. Hrsg. von der Preußischen Akademie der Wissenschaften in Verbindung mit der Akademie zur Wissenschaftlichen Erforschung und Pflege des Deutschtums (Deutsche Akademie) und der Jean-Paul-Gesellschaft. Böhlau, Weimar 1927-
- Jean Pauls Persönlichkeit in Berichten der Zeitgenossen. Gesammelt und herausgegeben von Eduard Berend. Böhlau, Weimar 1956. (Jean Pauls Sämtliche Werke Ergänzungs-Band)